# Уокер, Фил (баскетболист)
Фил Уокер (англ. Phil Walker; род. 20 марта 1956, Филадельфия, Пенсильвания) — американский баскетболист, игравший на позиции атакующего защитника. Он играл за Университет Миллерсвиля и на драфте 1977 года под 39 номером был выбран командой «Вашингтон Буллетс». С 1978 по 1980 играл в Континентальной баскетбольной ассоциации за «Ланкастер Ред Розес» и «Аллентаун Джетс».

## Карьера
Был выпускником центральной школы Филадельфии. С 1973 по 1977 года выступал за команду университета Миллерсвиль.
«Вашингтон Буллетс» выбрали Уокера в 2-м раунде драфта НБА 1977 года. Он сыграл 40 матчей за столичную команду и стал частью чемпионской команды в единственном его сезоне в НБА. 
В 1978 году присоединился к команде «Ланкастер Ред Розес» из Континентальной баскетбольной ассоциации. Карьеру баскетболиста завершил в 1980, выступая за клуб «Аллентаун Джетс».

## Статистика

### Статистика в НБА
| Сезон                                                                                    | Команда   | Регулярный сезон | Регулярный сезон | Регулярный сезон | Регулярный сезон | Регулярный сезон | Регулярный сезон | Регулярный сезон | Регулярный сезон | Регулярный сезон | Регулярный сезон | Регулярный сезон | Серия плей-офф | Серия плей-офф | Серия плей-офф | Серия плей-офф | Серия плей-офф | Серия плей-офф | Серия плей-офф | Серия плей-офф | Серия плей-офф | Серия плей-офф | Серия плей-офф |
| Сезон                                                                                    | Команда   | GP               | GS               | MPG              | FG%              | 3P%              | FT%              | RPG              | APG              | SPG              | BPG              | PPG              | GP             | GS             | MPG            | FG%            | 3P%            | FT%            | RPG            | APG            | SPG            | BPG            | PPG            |
| ---------------------------------------------------------------------------------------- | --------- | ---------------- | ---------------- | ---------------- | ---------------- | ---------------- | ---------------- | ---------------- | ---------------- | ---------------- | ---------------- | ---------------- | -------------- | -------------- | -------------- | -------------- | -------------- | -------------- | -------------- | -------------- | -------------- | -------------- | -------------- |
| 1977/78                                                                                  | Вашингтон | 40               |                  | 9,6              | 35,4             |                  | 66,7             | 1,3              | 1,4              | 0,4              | 0,1              | 4,5              | 4              |                | 4,3            | 12,5           |                | 80,0           | 0,5            | 0,5            | 0,0            | 0,0            | 1,5            |
|                                                                                          | Всего     | 40               |                  | 9,6              | 35,4             |                  | 66,7             | 1,3              | 1,4              | 0,4              | 0,1              | 4,5              | 4              |                | 4,3            | 12,5           |                | 80,0           | 0,5            | 0,5            | 0,0            | 0,0            | 1,5            |
| Наведите курсор мыши на аббревиатуры в заголовке таблицы, чтобы прочесть их расшифровку. |           |                  |                  |                  |                  |                  |                  |                  |                  |                  |                  |                  |                |                |                |                |                |                |                |                |                |                |                |